# Veslařský ostrov
Veslařský ostrov är en ö i Tjeckiens huvudstad Prag.